# 別所 (横浜市)
別所（べっしょ）は、神奈川県横浜市南区の地名。現行行政地名は別所一丁目から別所七丁目。住居表示実施済み区域。

## 地理
南区の南西部に位置し、北に別所中里台・中里、東に大岡、南に港南区最戸・港南区大久保、西に港南区芹が谷・東芹が谷と接している。

### 面積
面積は以下の通りである。
| 丁目       | 面積（km²） |
| ---------- | ----------- |
| 別所一丁目 | 0.097       |
| 別所二丁目 | 0.148       |
| 別所三丁目 | 0.149       |
| 別所四丁目 | 0.089       |
| 別所五丁目 | 0.189       |
| 別所六丁目 | 0.054       |
| 別所七丁目 | 0.074       |
| 計         | 0.800       |

### 地価
住宅地の地価は、2025年（令和7年）1月1日の公示地価によれば、別所2-5-2の地点で28万2000円/m²となっている。

## 歴史

### 沿革
別所町
かつて横浜市の編入前のこの場所は、久良岐郡大岡川村大字別所であった。
- 1927年（昭和2年）4月1日 - 横浜市に編入。横浜市別所町となる[7]。
- 1927年（昭和2年）10月1日 - 横浜市の区制施行に伴い、中区を新設。横浜市中区別所町となる[8]。
- 1937年（昭和12年）4月1日 - 中里町の一部を別所町に編入[9]。
- 1943年（昭和18年）12月1日 - 南区の新設により、横浜市南区別所町となる[10]。
- 1966年（昭和41年）11月1日 - 別所町の一部を戸塚区平田町へ編入[11]。
- 1967年（昭和42年）1月15日 - 最戸町、大久保町の各一部を別所町に編入。別所町の一部を六ツ川二丁目、六ツ川三丁目へ編入[11]。
- 1969年（昭和44年）10月1日 - 行政区再編成により、南区を再配置。横浜市南区別所町となる[12]。
- 1975年（昭和50年）7月28日 - 別所町の一部を中里一丁目、中里二丁目、中里四丁目、別所一丁目、別所二丁目、別所三丁目、別所四丁目、別所中里台へ編入[13][14]。
- 1983年（昭和58年）8月8日 - 別所町の残部から別所五丁目、別所六丁目、別所七丁目を新設、六ツ川二丁目との境界を変更し、別所町は廃止となる[15][14]。

別所
- 1975年（昭和50年）7月28日 - 住居表示の実施に伴い、別所町を分離し、別所一丁目から別所四丁目を新設[13][14]。
- 1983年（昭和58年）8月8日 - 住居表示の実施に伴い、別所町、六ツ川二丁目の各一部から、別所五丁目から別所七丁目を新設[15][14]。

### 町名の変遷
出典：
| 実施後     | 実施年月日                | 実施前（各町名ともその一部）           |
| ---------- | ------------------------- | -------------------------------------- |
| 別所一丁目 | 1975年（昭和50年）7月28日 | 別所町、港南区最戸町（各一部）         |
| 別所二丁目 | 1975年（昭和50年）7月28日 | 中里町、別所町、港南区最戸町（各一部） |
| 別所三丁目 | 1975年（昭和50年）7月28日 | 別所町（一部）                         |
| 別所四丁目 | 1975年（昭和50年）7月28日 | 別所町（一部）                         |
| 別所五丁目 | 1983年（昭和58年）8月8日  | 別所町（一部）                         |
| 別所六丁目 | 1983年（昭和58年）8月8日  | 別所町、六ツ川二丁目（各一部）         |
| 別所七丁目 | 1983年（昭和58年）8月8日  | 別所町（一部）                         |

## 世帯数と人口
2025年（令和7年）6月30日現在（横浜市発表）の世帯数と人口は以下の通りである。
| 丁目       | 世帯数    | 人口     |
| ---------- | --------- | -------- |
| 別所一丁目 | 1,004世帯 | 2,105人  |
| 別所二丁目 | 1,029世帯 | 1,976人  |
| 別所三丁目 | 1,215世帯 | 2,522人  |
| 別所四丁目 | 657世帯   | 1,166人  |
| 別所五丁目 | 1,089世帯 | 2,283人  |
| 別所六丁目 | 272世帯   | 555人    |
| 別所七丁目 | 274世帯   | 531人    |
| 計         | 5,540世帯 | 11,138人 |

### 人口の変遷
国勢調査による人口の推移。
| 年                 | 人口   |
| ------------------ | ------ |
| 1995年（平成7年）  | 10,093 |
| 2000年（平成12年） | 10,320 |
| 2005年（平成17年） | 9,698  |
| 2010年（平成22年） | 9,874  |
| 2015年（平成27年） | 10,369 |
| 2020年（令和2年）  | 10,827 |

### 世帯数の変遷
国勢調査による世帯数の推移。
| 年                 | 世帯数 |
| ------------------ | ------ |
| 1995年（平成7年）  | 3,669  |
| 2000年（平成12年） | 4,018  |
| 2005年（平成17年） | 3,928  |
| 2010年（平成22年） | 4,176  |
| 2015年（平成27年） | 4,562  |
| 2020年（令和2年）  | 4,983  |

## 学区
市立小・中学校に通う場合、学区は以下の通りとなる（2024年11月時点）。
| 丁目       | 番・番地等                         | 小学校             | 中学校               |
| ---------- | ---------------------------------- | ------------------ | -------------------- |
| 別所一丁目 | 1〜5番 8番 11番3〜10号             | 横浜市立南小学校   | 横浜市立南が丘中学校 |
| 別所一丁目 | 6〜7番 9番〜11番2号 11番11号〜15番 | 横浜市立桜岡小学校 | 横浜市立南が丘中学校 |
| 別所二丁目 | 1〜17番 23番〜25番8号 25番30号     | 横浜市立桜岡小学校 | 横浜市立南が丘中学校 |
| 別所二丁目 | 8〜22番 25番9〜29号 26〜30番       | 横浜市立別所小学校 | 横浜市立南が丘中学校 |
| 別所三丁目 | 6番 8番から31番                    | 横浜市立別所小学校 | 横浜市立南が丘中学校 |
| 別所三丁目 | 1〜5番 7番                         | 横浜市立桜岡小学校 | 横浜市立南が丘中学校 |
| 別所四丁目 | 全域                               | 横浜市立別所小学校 | 横浜市立南が丘中学校 |
| 別所五丁目 | 全域                               | 横浜市立別所小学校 | 横浜市立南が丘中学校 |
| 別所六丁目 | 全域                               | 横浜市立別所小学校 | 横浜市立南が丘中学校 |
| 別所七丁目 | 全域                               | 横浜市立別所小学校 | 横浜市立南が丘中学校 |

## 事業所
2021年（令和3年）現在の経済センサス調査による事業所数と従業員数は以下の通りである。
| 丁目       | 事業所数  | 従業員数 |
| ---------- | --------- | -------- |
| 別所一丁目 | 87事業所  | 1,338人  |
| 別所二丁目 | 24事業所  | 218人    |
| 別所三丁目 | 43事業所  | 356人    |
| 別所四丁目 | 28事業所  | 115人    |
| 別所五丁目 | 54事業所  | 225人    |
| 別所六丁目 | 15事業所  | 148人    |
| 別所七丁目 | 7事業所   | 30人     |
| 計         | 258事業所 | 2,430人  |

### 事業者数の変遷
経済センサスによる事業所数の推移。
| 年                 | 事業者数 |
| ------------------ | -------- |
| 2016年（平成28年） | 244      |
| 2021年（令和3年）  | 258      |

### 従業員数の変遷
経済センサスによる従業員数の推移。
| 年                 | 従業員数 |
| ------------------ | -------- |
| 2016年（平成28年） | 2,228    |
| 2021年（令和3年）  | 2,430    |

## 施設
- 横浜市立別所小学校
- 横浜市立南が丘中学校
- 南警察署 別所町交番
- イトーヨーカドー 横浜別所店[25]

## 交通
- 別所インターチェンジ（横浜横須賀道路）

## その他

### 日本郵便
- 郵便番号 : 232-0064[3]（集配局：横浜南郵便局[26]）

### 警察
町内の警察の管轄区域は以下の通りである。
| 丁目       | 番・番地等 | 警察署   | 交番・駐在所 |
| ---------- | ---------- | -------- | ------------ |
| 別所一丁目 | 全域       | 南警察署 | 大岡町交番   |
| 別所二丁目 | 全域       | 南警察署 | 別所町交番   |
| 別所三丁目 | 全域       | 南警察署 | 別所町交番   |
| 別所四丁目 | 全域       | 南警察署 | 別所町交番   |
| 別所五丁目 | 全域       | 南警察署 | 別所町交番   |
| 別所六丁目 | 全域       | 南警察署 | 別所町交番   |
| 別所七丁目 | 全域       | 南警察署 | 別所町交番   |